# تپه مزرعه برمک
تپه مزرعه برمک مربوط به دوران‌های تاریخی پس از اسلام - دوره سلجوقیان است و در شهرستان تاکستان، روستای شنستق بالا واقع شده و این اثر در تاریخ ۲۵ اسفند ۱۳۷۹ با شمارهٔ ثبت ۳۱۳۴ به‌عنوان یکی از آثار ملی ایران به ثبت رسیده است.